# Bodenform
Die Bodenausgangsgesteinsfolge, vereinfacht auch Bodenform genannt, ist eine Kombination von boden- und substratsystematischer Einheit mit der Gesteinsabfolge.
Die bodenartsystematische Einheit besteht aus der Bodenart einschließlich ggf. zutreffenden Subtyp und Varietät. Die substratsystematische Einheit wird durch Zusammenfassung der Substratarten des gesamten Profils nach Ähnlichkeit und Mächtigkeit unter Berücksichtigung der Tiefe des Substratwechsels gebildet.